# Strinne, Sollefteå kommun
Strinne är en by i Multrå socken, Sollefteå kommun. Orten uppdelas i Västerstrinne och Österstrinne och ligger norr om Ångermanälven strax öster om Multråberget och Multrå kyrka. Länsväg 335 genomkorsar byn.
Enligt olika forskare härstammar författaren August Strindberg från Strinne.